# FCOM
FCOM（えふこん）とは、食品含浸の技術、またはその装置のことである。
食材に何らかの味を染み込ませるには、漬け込みや煮込みなどを用いるのが一般的である。しかし、例えば漬け込みに多用される塩を利用する方法は塩分の増加が不可避であり、煮込みは長時間行うと軟化により煮崩れが生じ、また栄養成分が抜けてしまうなどの欠点があった。
この技術の利点は、第一に上記の欠点を克服したことである。新鮮な食材にそのまま含浸させることができるため、煮崩れや軟化は生じず、栄養成分が抜けることもない。そのため、生の食材のままで味を染み込ませることができる。
第二の利点は、煮込みや塩漬けでは染み込ませられないようなものも染み込ませることができる点である。これにより、生のリンゴに赤ワインをアルコール分を蒸発させることなく含浸させたり、ニンジンにチョコレートを含浸させたりといったことができる。
第三の利点は低温・短時間で完全浸透を実現できる点である。これにより、含浸の際に食品の鮮度を損ないにくくなり、ほとんどの食品の含浸加工が可能になる。

## 備考
開発元は株式会社プラセラムである。